# All About You/You’ve Got a Friend
All About You/You’ve Got a Friend – podwójny singel pop-rockowego zespołu McFly, zyskał status złotego singla. Oficjalny singiel charytatywnej akcji Comic Relief, wszystkie wpływy ze sprzedaży zostały przekazane na tę akcję.
Pierwszy singel z płyty Wonderland, trzeci singel numer jeden UK Singles Chart na koncie zespołu McFly. W Wielkiej Brytanii sprzedano ponad 505 000 kopii singla i jest on najlepiej sprzedającym się singlem zespołu.
Na singlu znalazł się cover utworu „You’ve Got a Friend” Carole King.

## Powstanie utworu
Tom Fletcher napisał utwór „All About You” w 2004 roku jako prezent walentynkowy dla swojej dziewczyny Giovanny Fletcher, która w 2012 roku została jego żoną.

## Teledysk
Teledysk do „All About You” był kręcony 14 stycznia 2005 roku, tego samego dnia, kiedy przyjaciele McFly z Busted ogłosili rozpad zespołu. W teledysku Harry Judd próbuje dostać się do studia, w którym Tom, Danny i Dougie razem z orkiestrą nagrywają piosenkę. Ochroniarz nie chce wpuścić perkusisty do studia, jednak ten rozprasza go magazynami z Busted (ponieważ strażnik był ich fanem). Utwór zostaje zatrzymany w połowie, kiedy sprzątaczka, by podłączyć odkurzacz, rozłącza zasilanie na sali. Muzycy kontynuują nagrywanie utworu, kiedy dołącza do nich Harry. W teledysku pojawia się wielu brytyjskich celebrytów, między innymi: Fearne Cotton, Johnny Vegas, Davina McCall, Ben Miles, Lee Hurst, Graham Norton, Dermot O’Leary, Simon Amstell, Ruby Wax jako sprzątaczka, Kate Thornton oraz Harry Hill jako ochroniarz.
Teledysk do „You’ve Got A Friend” został nagrany podczas podróży zespołu do Ugandy. Spotkali tam dzieci chore na AIDS, z których wiele straciło jednego lub obu rodziców.  Odwiedzili również szkołę, która może funkcjonować dzięki funduszom z akcji Comic Relief. Szkoła oferuje darmowe lekcje oraz posiłki dla dzieci z okolicy.

## Lista utworów
1. "All About You"
2. "You’ve Got a Friend"
3. "Room on the 3rd Floor" (wersja orkiestralna)
4. "All About You" (wersja orkiestralna)
5. "All About You" (Teledysk)

## Comic Relief
W 2013 roku The Official Charts Company opublikowało listę najlepiej sprzedających się singli promujących akcję Comic Relief. Singiel McFly znalazł się na siódmej pozycji.
W 2014 roku w ramach pokrewnej akcji Sport Relief został nagrany cover utworu „All About You” w wykonaniu The YouTube Boy Band, w składzie: Marcus Butler, Joe Sugg, Jim Chapman, Caspar Lee i Alfie Deyes.